# Tanimbarmonarch
De tanimbarmonarch (Symposiachrus mundus; synoniem: Monarcha mundus) is een  zangvogel uit de familie Monarchidae (monarchen).

## Verspreiding en leefgebied
Deze soort is endemisch op de Tanimbar-eilanden in de zuidelijke Molukken.

## Status
De grootte van de populatie is niet gekwantificeerd maar de soort wordt omschreven als vrij algemeen. Op de Rode lijst van de IUCN heeft deze soort de status niet bedreigd.